# 串間市立本城中学校
串間市立本城中学校（くしましりつ ほんじょうちゅうがっこう）は、かつて宮崎県串間市大字本城にあった公立の中学校。
2017年（平成29年）3月末をもって閉校し、同年4月新設の串間市立串間中学校に統合された。

## 概要
歴史
1947年（昭和22年）の学制改革により、新制中学校として創立。2017年（平成29年）4月に串間市内の市立中学校6校（福島・北方・大束・本城・市木・都井）が全て串間市立串間中学校1校に統合されることとなったため、同年3月末をもって閉校し、70年の歴史に幕を閉じた。
学校教育目標
「自ら学び、心豊かにたくましく生きる生徒の育成」
校章
「中」の文字を図案化したものの上に、校名の頭文字である「本」を図案化したものを配している。
校歌
歌詞は2番まであり、歌詞中に校名は登場しない。
通学区域
串間市立本城小学校区（大字本城、大字崎田）

## 沿革
- 1947年（昭和22年）- 学制改革が行われる（六・三制の実施）。
  - 4月1日 - 本城国民学校の初等科が、新制小学校「本城村立本城小学校」に改組・改称。
  - 4月30日 - 本城国民学校高等科および本城青年学校普通科が、新制中学校「本城村立本城中学校」に改組・改称。設置が認可される。
  - 5月8日 - 開校式および第1回入学式を挙行。
- 1948年（昭和23年）
  - 3月31日 - 本城青年学校が閉校。
  - 9月 - PTAを結成。
- 1949年（昭和24年）4月 - 崎田校舎に移転。
- 1953年（昭和28年）11月 - 最終所在地に木造校舎が完成。
- 1954年（昭和29年）11月3日 - 町村合併により、「串間市立本城中学校」（最終名）に改称。
- 1956年（昭和31年）11月 - 校旗を制定。
- 1963年（昭和38年）
  - 1月 - ミルク給食を開始。
  - 3月 - 技術棟が完成。
- 1970年（昭和45年）4月 - あけぼの学級を開設。
- 1978年（昭和53年）9月 - 鉄筋コンクリート造新校舎が完成。
- 1979年（昭和54年）9月 - 校舎前庭およびプールが完成。
- 1980年（昭和55年）
  - 3月 - 前庭造園が完成。
  - 12月 - 校門が完成。
- 1983年（昭和58年）1月 - 完全給食を実施。
- 1992年（平成4年）4月 - 特殊学級を再開。
- 1993年（平成5年）1月 - コンピューター教室が完成。
- 1994年（平成6年）6月7日 - 火災により、体育館を焼失。
- 1995年（平成7年）8月 - 新体育館が完成。
- 1997年（平成9年）10月26日 - 創立50周年記念式典を挙行。
- 2001年（平成13年）10月 - 第1回本城小中学校秋季大運動会を小学校で開催（第2回以降は中学校で開催）。
- 2017年（平成29年）
  - 2月19日 - 閉校式を挙行。
  - 3月31日 - 串間市立串間中学校への統合により、閉校。70年の歴史に幕を閉じる。

## 著名な関係者
- 朝倉美沙（歌手）

## 交通
最寄りの鉄道駅
- JR九州 日南線 「串間駅」

最寄りのバス停留所
- 串間市コミュニティバス「下平」停留所 下車徒歩5分

最寄りの幹線道路
- 国道448号

## 周辺
- 串間市立本城小学校
- 本城地区多目的広場
- 本城平郵便局